# (14152) 1998 SV73
A (14152) 1998 SV73 a Naprendszer kisbolygóövében található aszteroida. Eric Walter Elst fedezte fel 1998. szeptember 21-én.

## Kapcsolódó szócikk
- Kisbolygók listája (14001–14500)